# Дорожинка
Дорожи́нка — село в Україні, у Вільшанській селищній громаді Голованівського району Кіровоградської області, колишній центр сільської ради. Населення становить 738 осіб (станом на 2001 рік). Село розташоване на заході Вільшанської селищної громади, за 7,4 кілометра від центру громади.

## Історія
У травні 1930 року відбувся стихійний антирадянський виступ селян Дорожинки, спровокований примусовою колективізацією. В результаті виступу було розігнано колгосп, повернуто майно розкуркуленим селянам, вбито керівництво і міліціонерів.

## Географія
Село Дорожинка лежить за 7,4 км на північний схід від центру громади, фізична відстань до Києва — 211,3 км. Селом тече річка Текуча.

## Населення
Станом на 1989 рік у селі проживало 768 осіб, серед них — 311 чоловіків і 457 жінок.
За даними перепису населення 2001 року у селі проживало 738 осіб. Рідною мовою назвали:
| Мова       | Кількість осіб | Відсоток |
| ---------- | -------------- | -------- |
| українська | 712            | 96,48 %  |
| молдовська | 17             | 2,30 %   |
| російська  | 9              | 1,22 %   |

## Політика
Голова сільської ради — Волинець Ігор Олександрович, 1969 року народження, вперше обраний у 2006 році. Інтереси громади представляють 14 депутатів сільської ради:
| Партія                                 | Кількість депутатів | Відсоток |
| -------------------------------------- | ------------------- | -------- |
| «Народна партія»                       | 7                   | 50,00 %  |
| Всеукраїнське об'єднання «Батьківщина» | 3                   | 21,43 %  |
| «Партія регіонів»                      | 2                   | 14,29 %  |
| «Комуністична партія України»          | 1                   | 7,14 %   |
| «Соціалістична партія України»         | 1                   | 7,14 %   |

## Мешканці
В селі народилися:
- Смєшной Григорій Герасимович (1920—?) — український радянський скульптор.
- Євстигнєєв Василь Володимирович (1980—2019) — солдат Збройних сил України, учасник російсько-української війни.
- Маринич Ілля Юрійович (1999—2022) — старший матрос Військово-Морських сил Збройних Сил України, учасник російсько-української війни, що загинув у ході російського вторгнення в Україну в 2022 році.